# Маракса
Маракса́ (рос. Маракса) — присілок у складі Колпашевського району Томської області, Росія. Входить до складу Новоселовського сільського поселення.
В радянські часи існувало окремо два населених пункти — Маркса 1-а та Овощесовхоз, стара назва — Маракса 1-а.

## Населення
Населення — 545 осіб (2010; 588 у 2002).
Національний склад (станом на 2002 рік):
- росіяни — 88 %